# Spokoiny
Spokoiny (russisch Спокойный, adygeisch Гупсэф) ist ein Dorf (posjolok) in Südrussland. Es gehört zur Republik Adygeja und hat 50 Einwohner (Stand 2019). Im Ort gibt es 1 Straße. Spokoiny liegt 18 Straßenkilometer nordwestlich von Tulski (dem Verwaltungszentrum des Bezirks). Priretschny ist die nächstgelegene ländliche Ortschaft.